# Муна (язык)
Язык муна (индон. Bahasa Muna) — один из австронезийских языков. На нём говорят в Индонезии к юго-востоку от острова Сулавеси на островах Муна и Бутон.

Самоназвание — wamba Wuna. Согласно местной легенде, такое название было дано первыми обитателями этого острова, командой корабля, налетевшего на коралл, когда они обнаружили цветы, растущие прямо на камне. Это чудо природы и вдохновило их на название Wuna, что в переводе означает  'цветок' . Впоследствии в некоторых языках Wuna изменилось до Muna.

## Генеалогическая и ареальная информация
Язык муна распространён на островах Муна и Бутон, а также на близлежащем архипелаге Тиворо и соседних более мелких островах.

### Генеалогическая классификация
- Австронезийские языки
  - Малайско-полинезийские языки
    - Целебесские языки
      - Языки Муна-Бутунг
        - Языки мунан
          - Мунические языки
            - Западные мунические языки
              - Язык муна

Родственными муна являются такие языки, как ласалиму (Lasalimu), чиа-чиа (Cia-Cia), панкана (Pancana), бусоа (Busoa), лиабуку (Liabuku).

## Социолингвистическая информация
В 2010 году на муна говорило примерно 270 тыс. человек. В базе данных Ethnologue муна классифицируется как «находящийся под угрозой исчезновения». Положение муна осложняется конкуренцией с индонезийским языком. Молодое поколение чаще переходит на более престижный индонезийский. Обучение практически везде ведётся на индонезийском, хотя есть попытки повысить значимость муна. В некоторых деревнях муна может быть единственным языком, но в более крупных поселениях население часто двуязычно, при этом муна вытесняется индонезийским.

В грамматике языка муна (1989) Рене ван ден Берг пишет, что раньше в этом регионе наблюдалось разделение на социальные слои. Существовало 4 класса: kaumu (высшая знать), walaka (низшая знать), maradika (простолюдины) и ghata (рабы). Эти классы в том числе определяли возможности использования языка и задавали строгий выбор некоторых лексем и конструкций. Однако к началу XXI века такое деление минимизируется.

### Диалекты
Помимо так называемого стандартного муна, которым владеет большинство носителей, существует также несколько диалектов с небольшими отличиями от стандартного муна в фонологии, лексике и грамматике.
Выделяют следующие диалекты: бурукене, гу, кадатуа, капонтори, катопенке, лакудо, лаомпо, мавасанка, сиомпу, стандартный (северный) муна, тиворо (восточный муна). В состав северного муна входят следующие подварианты: тункуно, кабаво, лава, катобу, тоби-бесар.

## Типологическая характеристика

### Тип выражения грамматических значений
Язык муна относится к преимущественно синтетическим языкам, в которых большая часть грамматических значений выражается с помощью аффиксов. Некоторые значения, например, один из вариантов будущего времени или отрицание, могут выражаться аналитически.
| (1)                                                         |     |      |               |         |               |
| mie                                                         | so  | pata | l[um]ulusu-no | tabea   | da-s[um]uli   |
| человек                                                     | FUT | NEG  | сдать-A.PART  | если не | 3pI-вернуться |
| 'люди, которые не сдадут экзамен, должны отправиться домой' |     |      |               |         |               |

| (2)                                        |                 |     |              |        |
| no-anta-antagi-mo                          | kamokula-no     | te  | wunta-no     | sala   |
| 3sR-RED-ждать-PF                           | родителей-своих | loc | середина-POS | дорога |
| 'она ждала своих родителей посреди дороги' |                 |     |              |        |

### Характер границы между морфемами
Язык муна является преимущественно агглютинативным с элементами флективности. Крайне редко можно встретить и следы фузии.
| (3)        |           |
| guru       | 'учитель' |
| ne-fo-guru | 'учить'   |
| po-guru    | 'учиться' |

| (4)      |                   |
| basa     | 'читать'          |
| dae-basa | 'мы будем читать' |

| (5)  |   |         |            |
| gaa  | > | g[um]aa | 'жениться' |
| ala  | > | m-ala   | 'брать'    |
| pili | > | [m]ili  | 'выбирать' |

### Локус маркирования
В поссесивной именной группе наблюдается вершинное маркирование.
| (6)           |        |
| roo-no        | sau    |
| лист-POS      | дерево |
| 'лист дерева' |        |

| (7)             |       |
| lambu-no        | ani   |
| дом-POS         | пчела |
| 'пчелиный улей' |       |

| (8)              |          |
| lambu-no         | ama-ku   |
| дом-POS          | отец-мой |
| 'дом моего отца' |          |

Поссесивный суффикс помимо принадлежности может указывать на происхождение, частичность, местоположение, характеристику и другое.
| (9)                      |      |
| mie-no                   | Wuna |
| человек-POS              | Муна |
| 'человек с острова Муна' |      |

| (10)                           |       |               |
| guru-no                        | wamba | Malau         |
| учитель-POS                    | язык  | индонезийский |
| 'учитель индонезийского языка' |       |               |

| (11)           |     |
| galu-no        | pae |
| поле-POS       | рис |
| 'рисовое поле' |     |

В предикации также наблюдается вершинное маркирование, которое, однако, в нейтральной ситуации работает только для подлежащего, то есть для дополнения нейтральное маркирование нулевое, но при изменении дискурсивной ситуации, а вследствие и порядка слов, для дополнения также можно наблюдать вершинное маркирование.
| (12)                          |     |                  |        |             |
| kabua-bua                     | ini | ne-ghondo-hi-mo  | sau    | ka-mate     |
| девушка                       | эта | 3sR-искать-TR-PF | дерево | NOM-мёртвый |
| 'эта девушка искала валежник' |     |                  |        |             |

| (13)                             |              |         |     |         |
| ama-mani                         | ne-gholi     | bhadhu  | so  | insaidi |
| отец-наш (ex)                    | 3sR-покупать | рубашка | для | мы (ex) |
| 'наш отец купил для нас рубашку' |              |         |     |         |

| (14)             |       |     |              |
| a-wora-e         | inodi | o   | ka-angka-ha  |
| 1sR-видеть-это   | я     | ART | NOM-идти-LOC |
| 'я видел дорогу' |       |     |              |

### Тип ролевой кодировки
При нейтральном порядке слов в муна действует директный тип ролевой кодировки, то есть роль слов в предложении определяется их порядком. Подробнее о хитростях порядка слов в муна смотрите в следующем пункте.
| (15)                    |       |        |
| no-tende                | tora  | dahu   |
| 3sR-бежать              | снова | собака |
| 'собака снова побежала' |       |        |

| (16)                |         |
| no-wule-mo          | katogha |
| 3sR-уставать-PF     | ворона  |
| 'ворона уже устала' |         |

| (17)                                      |        |              |     |          |              |
| o                                         | pikore | ne-tudu      | o   | karambau | na-[m]oroghu |
| ART                                       | птица  | 3sR-убеждать | ART | буйвол   | 3sI-пить     |
| 'эта птица убеждала этого буйвола попить' |        |              |     |          |              |

При изменении порядка слов с нейтрального, на глаголе появляется дополнительный показатель дополнения.
| (18)             |       |     |              |
| a-wora-e         | inodi | o   | ka-angka-ha  |
| 1sR-видеть-это   | я     | ART | NOM-идти-LOC |
| 'я видел дорогу' |       |     |              |

### Порядок слов
Базовый порядок слов на уровне предложения в языке муна — SVO.
| (19)                 |
| no-hela-e-mo         |
| 3sR-поднимать-это-PF |
| 'он поднял это'      |

| (20)                  |         |                    |
| o                     | kadondo | no-sula-e-mo       |
| ART                   | дятел   | 3sR-сжигать-это-PF |
| 'этот дятел сжёг это' |         |                    |

| (21)                               |                  |
| dae-foni-si                        | ghai             |
| 1pI-забираться-TR                  | кокосовая.пальма |
| 'мы заберёмся на кокосовую пальму' |                  |

| (22)                             |         |            |       |         |
| o                                | katogha | ne-mbolaku | kenta | topa    |
| ART                              | ворона  | 3sR-красть | рыба  | сушёный |
| 'эта ворона украла сушёную рыбу' |         |            |       |         |

При отсутствии объекта нейтральным является порядок VS, однако порядок SV также довольно частотный (заметим, что базовый порядок SVO делает порядок SV даже более логичным, нежели VS, однако на практике это не подтверждается). Сравните:
| (23)              |        |
| ne-panda-mo       | gholeo |
| 3sR-садиться-PF   | солнце |
| 'солнце уже село' |        |

| (24)                                                         |           |            |            |        |                 |            |
| no-wule-mo                                                   | sepaliha; | pakade     | no-wora    | gholeo | ne-panda-mo     | dua        |
| 3sR-устать-PF                                                | очень     | более.того | 3sR-видеть | солнце | 3sR-садиться-PF | кроме.того |
| 'она очень устала и кроме того увидела, что солнце уже село' |           |            |            |        |                 |            |

## Языковые особенности
Язык муна имеет большое количество интересных особенностей. Сами носители считают его достаточно сложным для изучения в том числе из-за богатства его инвентаря и неочевидных путей выражения некоторых грамматических и лексических значений.

Например, глаголы в муна разделяются на 3 класса. В языках мира деление глаголов на классы нередко встречается, однако оно обычно связано прежде всего с грамматической необходимостью. Вспомните, например, спряжения в русском языке.

Классы в муна названы по вариантам показателя субъекта 1 лица единственного числа: класс a-, класс ae- и класс ao-. Класс a- преимущественно состоит из динамических непереходных глаголов (dadi 'жить', kala 'идти', linda 'танцевать'); класс ae- — из переходных глаголов (ala 'брать', basa 'читать', lengka 'открывать'); класс ao- — из глаголов состояния, то есть из стативных непереходных глаголов (lodo 'спать', sabha 'волноваться', hali 'быть сложным'). То есть можно считать, что главным параметром распределения глаголов на классы является лексическое значение. Однако такое распределение не абсолютно и из есть много исключений. Кроме того при деривации глаголы могут менять свой класс:
| (25)                      |
| class ao- > class ae-     |
| ao-ndawu > ae-fo-ndawu    |
| 'я падаю' > 'я спускаюсь' |

| (26)                                  |
| class ae- > class a-                  |
| de-lobhi > do-po-lobhi                |
| 'они ударили' > 'они бьют друг друга' |

| (27)                       |
| class a- > class ae-       |
| a-kala > ae-kala-kala      |
| 'я иду' > 'я прогуливаюсь' |

## Список сокращений
A.PART — active participle

ART — article

ex — exclusive

FUT — future

I — irrealis

loc — locative preposition

LOC — locative

NEG — negator

NOM — nominalizer

p — plural

PF — perfective

POS — possessive linker

R — realis

RED — reduplication

s — singular

TR — transitivizer

1s — first person singular

1p — first person plural inclusive

1e — first person plural exclusive

3 — third person

## Список использованной литературы
- van den Berg, René (1989). «A Grammar of the Muna Language»